# Bogdan Judziński

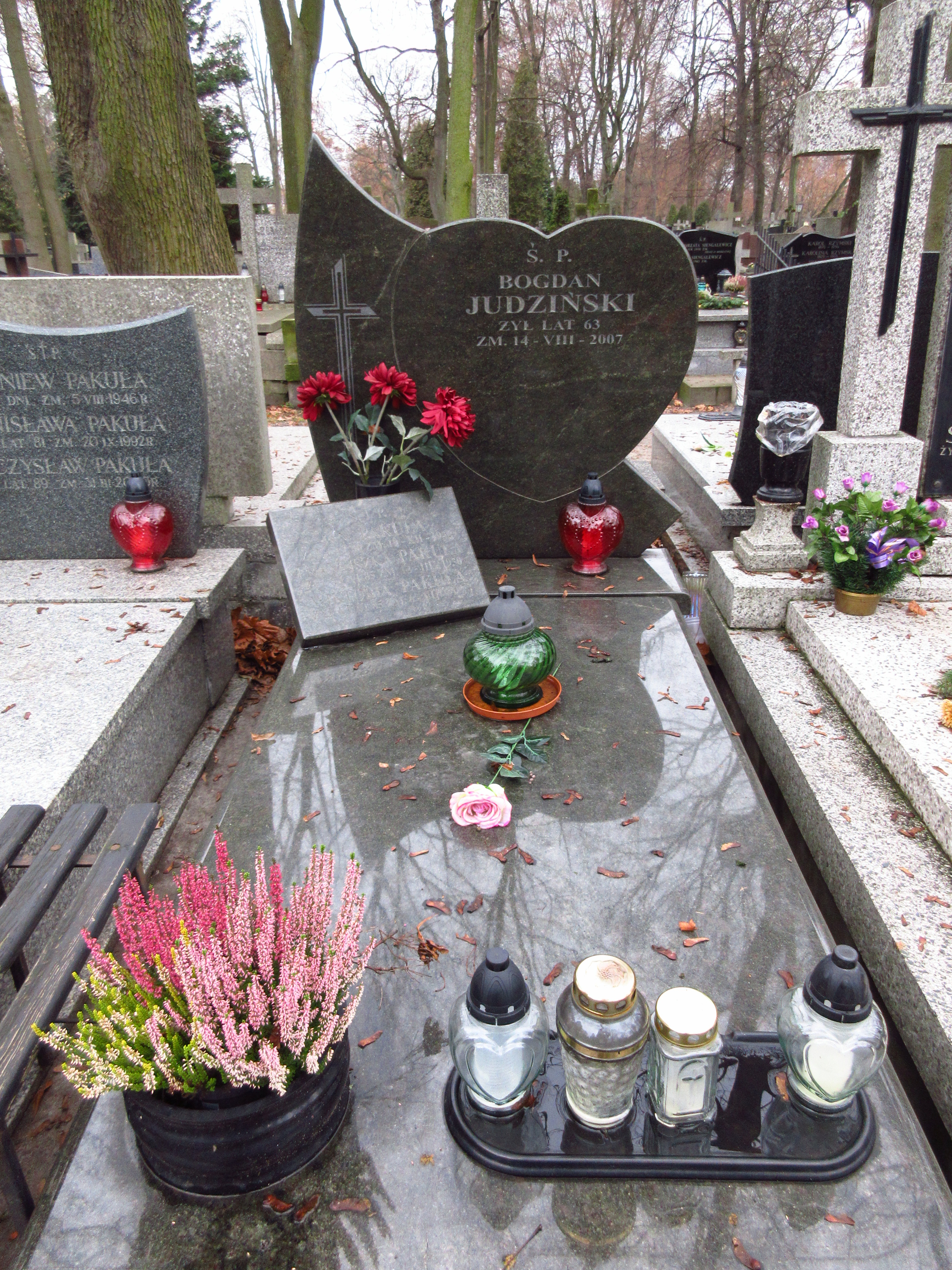
Grób Bogdana Judzińskiego na Cmentarzu Bródnowskim.

Bogdan Judziński (ur. 17 lutego 1944, zm. 14 sierpnia 2007) – doktor ekonomii, specjalista w zakresie rynku rolnego, założyciel i wieloletni prezydent Izby Gospodarczo-Handlowej Przetwórstwa Zbóż i Produkcji Pasz (Izba Zbożowo-Paszowa), członek Zespołu Rzeczoznawców Głównego Urzędu Statystycznego, szef Zespołu Upraw Polowych Rady Gospodarki Żywnościowej, oraz doradca w Polskim Komitecie Normalizacyjnym. Był członkiem honorowym Stowarzyszenia Młynarzy RP, oraz przewodniczącym Rady Programowej "Przeglądu Zbożowo-Młynarskiego”. Zmarł na nowotwór. Pochowany na cmentarzu Bródnowskim w Warszawie (kwatera 65A-5-18).   

## Odznaczenia
- Krzyż Kawalerski Orderu Odrodzenia Polski